# María Josefa de los Ángeles Paz y Castillo
María Josepha Damiana de los Ángeles Paz y Castillo (Nuestra Señora del Rosario de Baruta,  26 de septiembre de 1765 - Caracas, entre 1834 y 1837), más conocida como sor María Josefa de los Ángeles,  fue una religiosa carmelita y una de las primeras escritoras venezolanas.

## Biografía

### Primeros años
Paz y Castillo nació en el pueblo de Baruta, hija de Blas Francisco Paz y Castillo y Juana Isabel Díaz Padrón. Tuvo siete hermanos. Su hermano Blas Paz Castillo fue abuelo del poeta Fernando Paz Castillo (1893-1981). 

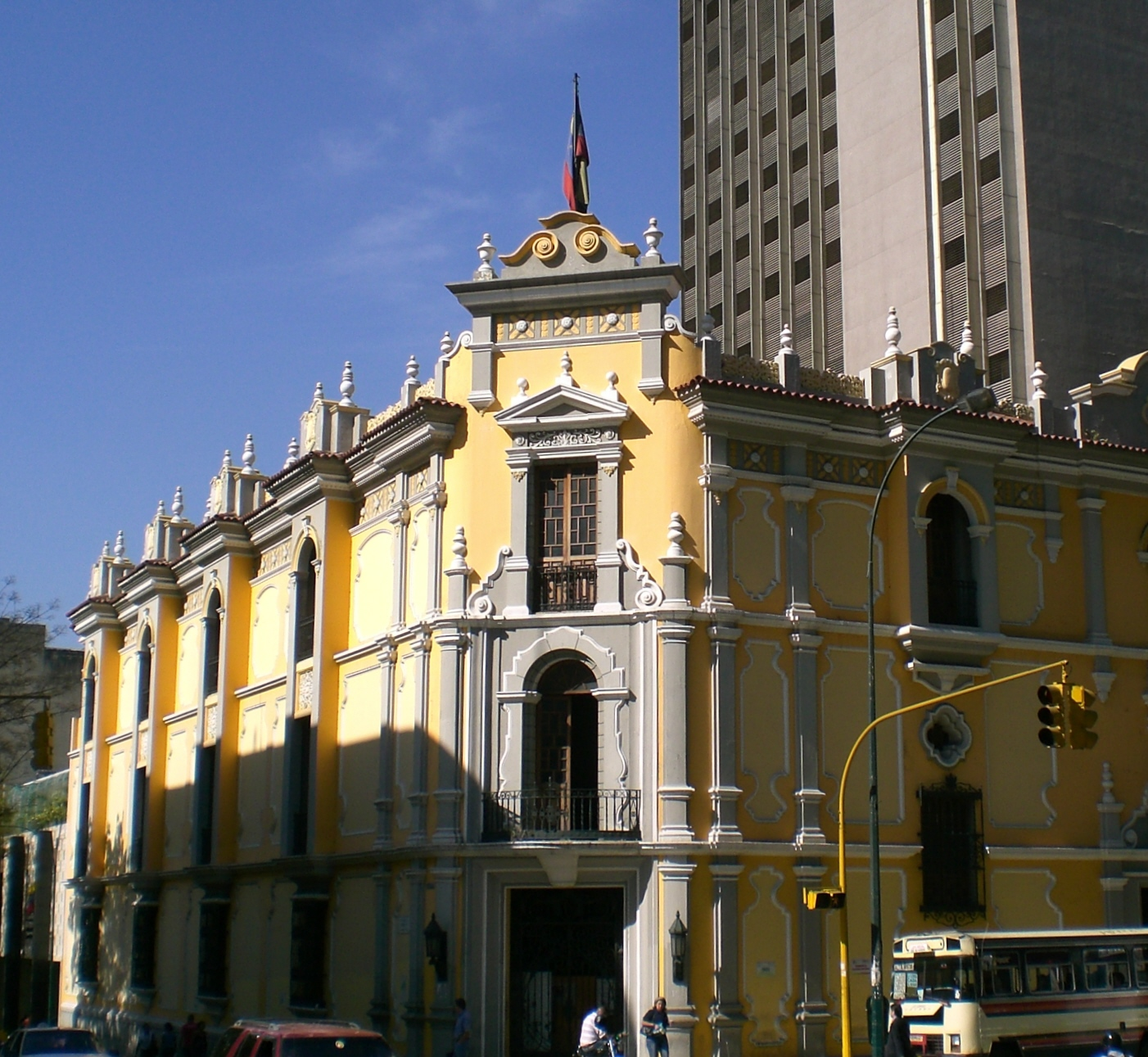
Correo de Carmelitas, antigua residencia del Conde de Tobar, en Caracas, construido frente al Convento de Carmelitas, que fuera destruido durante el Gobierno de Guzmán Blanco.

Fernando Paz Catillo dirá de la biografía de la religiosa: "(s)u vida al parecer tuvo muchos sinsabores, propios de la época, si bien en los años juveniles la celebró la fama por sus dotes intelectuales y gozó de la distinción de sus allegados en la pequeña, discreta y elegante sociedad de la colonia".No se conserva ninguna imagen que permita saber cuál era su aspecto, sin embargo, Fernando Paz Catillo asegura que en su casa existía un medallón de caoba, en el que estaba pintado su rostro, en el que aparecía con "el cabello peinado en dos trenzas, a la manera española" y "en torno al cuello, una cinta de terciopelo, de la cual pendía una cruz de azabache que le llegaba a la mitad del pecho”.

### Vida religiosa
Paz y Castillo tomó voto religioso tardíamente, en 1791, cuando ya tenía 26 años, ingresando al Convento de las Carmelitas de Caracas. Esto se debió, según Federico Pacanins, a que las normas del convento solo posibilitaron su incorporación al momento del fallecimiento de Sor Úrsula de Santa Gertrudis.
Sería en el convento de las carmelitas donde escribiría los dos textos que han sobrevivido: Anhelo y Terremoto.

### Muerte
No se tiene constancia de la fecha exacta de su muerte, sin embargo, "la profesora María Ramírez Delgado estima que una posible pista se encuentra en los archivos de las nóminas de la elección de la priora del convento, en la que participaban todas las religiosas profesas".
Así pues, el nombre de Sor María Josefa de los Ángeles se encuentra en las nóminas desde 1792, fecha de ingreso al convento, hasta 1834 y "ya no figura a partir de la elección de 1837, por lo que quizás su fallecimiento se produjo en algún momento de esos tres años".

## Legado
Según Julio Calcaño, la mayor parte de su obra poética se extravió durante la Guerra de Independencia.
Dos textos han logrado sobrevivir: Anhelo y Terremoto. Julio Calcaño recoge el primero en el Parnaso Venezolano, publicado en 1892, mientras que el segundo fue incluido en Orígenes de la poesía colonial venezolana, de Mauro Páez Pumar.
Mientras que en Anhelo se nota una gran influencia de Santa Teresa de Jesús, fundadora de la Orden de Carmelitas, a la que pertenecía Paz y Castillo, en Terremoto desarrolló un estilo propio, alejado de los místico y a medio camino entre la lírica y la crónica, donde se relatan los hechos del terremoto de 1812, en pleno estallido de la Guerra de Independencia de Venezuela.
Recientemente, la obra y vida sor María Josefa de los Ángeles inspiró el monólogo de teatro lírico Ángeles, del dramaturgo y poeta José Tomás Angola Heredia, interpretado por Camila González.

## Obra
- Anhelo (finales del siglo XVIII)
- Terremoto (principios del siglo XIX)